# Astichopus
Astichopus is een geslacht van zeekomkommers uit de familie Stichopodidae.

## Soorten
- Astichopus multifidus (Sluiter, 1910)